# Lagodias faustus
Lagodias faustus är en tvåvingeart som först beskrevs av Karsch 1886.  Lagodias faustus ingår i släktet Lagodias och familjen rovflugor. Inga underarter finns listade i Catalogue of Life.